# Glückliche Reise – Thailand
Glückliche Reise – Thailand ist ein deutscher Fernsehfilm von Hermann Leitner.  Die Produktion des fünften Teils der Fernsehreihe Glückliche Reise erfolgte im März 1992 in Bangkok und Pattaya. Der Film hatte seine Premiere am 28. November 1992 auf ProSieben.

## Besetzung
Die Flugzeugbesatzung besteht aus Kapitän Viktor Nemetz (Juraj Kukura), seinem Co-Piloten Rolf Erhardt (Volker Brandt) sowie den Stewardessen Verena Bernsdorf (Anja Kruse), Sabine Möhl (Alexa Wiegandt) und Petra Lotz (Jennifer Nitsch). Die Reiseleiter Sylvia Baretti und Armin Jobst werden von Conny Glogger und Amadeus August gegeben. Als Gastdarsteller sind Tilly Lauenstein, Elisabeth Wiedemann und Costa Cordalis zu sehen.

## Handlung
Kaum in Bangkok angelangt setzen sich die beiden alten Damen Colette Schuhmann und Marion Petzold von der Reisegruppe ab und erkunden alleine die Stadt. Purserin Verena heftet sich an ihre Fersen, aber die eigenwilligen Damen sind nicht bereit, sich wieder in den Schutz der Reiseleitung zu begeben.
Dem Reiseleiter Armin Jobst wird am Flughafen von Bangkok unbemerkt ein Päckchen Rauschgift zugesteckt. Zu spät bemerkt der Dealer, dass Armin sich nicht auf der Ausreise befindet. Er setzt nun alles daran, wieder in den Besitz seines Päckchens zu kommen, doch Armin hat das Rauschgift bereits vernichtet.
Stewardess Sabine Möhl lernt durch Kapitän Nemetz den Schlagersänger Costa Cordalis kennen. Als Costa Sabine überredet, mit ihm gemeinsam ein neues Lied zu komponieren, ist sie von ihm begeistert. Unter der geschickten Führung des Sängers entsteht ein – scheinbar –  ganz neuer Schlager.